# Mala Reka (Bajina Bašta)
Mala Reka (em cirílico: Мала Река) é uma vila da Sérvia localizada no município de Bajina Bašta, pertencente ao distrito de Zlatibor, na região de Stari Vlah. A sua população era de 428 habitantes segundo o censo de 2011.

## Demografia
| 1948 | 1953 | 1961 | 1971 | 1981 | 1991 | 2002 | 2011 |
| ---- | ---- | ---- | ---- | ---- | ---- | ---- | ---- |
| 698  | 825  | 755  | 714  | 616  | 527  | 489  | 428  |